# Baji Csaba
Baji Csaba Sándor (1964. –) magyar közgazdász, az MVM Magyar Villamos Művek Zrt. elnök-vezérigazgatója (2010-2015), a  Paksi Atomerőmű vezérigazgatója (2001-2002).

## Pályafutása
Baji Csaba 1987-ben okleveles közgazdászként végzett a Marx Károly Közgazdaságtudományi Egyetemen. Első munkahelye a frissen megalakult APEH, ahol revizor volt. Pályájának következő szakasza Szolnokhoz kötődött: itt működött a Hozam Rt. vagyonkezelő cég, ahol Baji egészen az igazgatói posztig jutott. Elindította a feleségével együtt tulajdonolt B. Cs. Kontroll adótanácsadó vállalkozást.
Bár korábban nem állt kapcsolatban az atomenergiával, 2001 február elején kinevezték a Magyar Villamos Művek leányvállalata, a Paksi Atomerőmű vezérigazgatójának –  azzal az indoklással, hogy az energialiberalizáció „menedzser típusú irányítást” tesz szükségessé az erőműben. Erről a posztjáról a 2002-es választások után felmentették. Az MVM igazgatósági tagja is volt.
A B. Cs. Kontrollbeli részesedésétől 2006 elején megvált, bár még évekig betöltötte a vezérigazgatói posztot. A B.Cs. Kontroll 2006 szeptemberétől 2010 márciusáig szerződéses viszonyban volt az MVM-mel, a cég „elsősorban stratégiai tanácsadói és elemzési” feladatokat végzett. Baji felügyelőbizottsági tagként tevékenykedett a szolnoki központtal működő Axon Vagyonkezelő Rt.-ben.
A 2006 őszén alapított E-OS Energiakereskedő Zrt. élén állt 2008. december 1-jétől 2010. június 4-éig, innen került 2010. július 30-ától az akkor már PhD-vel rendelkező Baji az MVM vezérigazgatói székébe.
Csaknem öt évet töltött elnök-vezérigazgató pozícióban, ezzel az MVM Csoport eddigi legtovább hivatalban lévő első számú vezetője. Ezen időszak alatt az MVM megvásárolta és integrálta az E.on gázüzletágát. A társaság megkezdte a paksi atomerőmű bővítésének előkészületeit és létrehozta a Paks II. társaságot. Az atomerőmű 1. és 2. blokkja megkapta az üzemidő-hosszabbítási engedélyeket, továbbá a fukusimai eset után elvégzett stressz-teszt a paksi atomerőmű biztonságos működését példaértékűnek minősítette. A MAVIR-nál megvalósult a teljes átviteli hálózat távvezérléssel történő irányítása, emellett az MVM OVIT jelentős külföldi projekteket nyert el és menedzselt sikeresen.
Az MVM Csoport nemzetközi minta alapján bevezette az SAP alapú egységes vállalatirányítási rendszert, stratégiai működési modellt alakított ki.
Az MVM Csoport Magyarország legnagyobb állami tulajdonú társaságcsoportjává vált, árbevétele alapján Magyarország 4., Közép-Kelet-Európa 20. legnagyobb vállalata lett.
2013-ban a Budapesti Corvinus Egyetem Gazdálkodástudományi Kar Kari Tanácsa a 2010-ben alapított Pro Facultate-díjat adományozta Baji Csabának tudományos teljesítményének elismeréseként, valamint a kar oktatási tevékenységének hathatós támogatásáért.